# Баталова Галина Аркадіївна
Галина Аркадіївна Баталова (нар. 30 грудня 1959, с. Єрши Нолинського району Кіровської області) — радянський і російський біолог, вчений-рослинник, академік РАН (2016).

## Біографія
Народилася 30 грудня 1959 року у с. Єрши Нолинського району Кіровської області.
У 1982 році закінчила Кіровський сільськогосподарський інститут .
З 1982 по 1998 роки працювала науковим співробітником, завідувачем лабораторією селекції і первинного насінництва вівса, заступником директора з наукової роботи Фаленської селекційної станції.
З 1998 року — заступник директора по селекційній роботі, завідувачка відділу вівса ФДБНУ "Зональний НДІ сільського господарства Північного Сходу ім. М. В. Рудницького ".
З 1999 року — керівник секції селекції, насінництва та біотехнології Північно-Східного регіонального аграрного наукового центру, з 2005 року — професор Вятської державної сільськогосподарської академії.
У 2000 році захистила докторську дисертацію.
У 2007 році Галина Баталова обрана членом-кореспондентом РАСГН.
У 2014 році — обрана членом-кореспондентом РАН (в рамках приєднання РАСГН до РАН).
У 2016 році — обрана академіком РАН.

## Наукова діяльність
Видатний вчений у галузі селекції та насінництва сільськогосподарських культур, технології їх обробітку.
Автор 32 сортів вівса ярового. Сорти включені до Держреєстру селекційних досягнень і вирощуються в 35 регіонах Російської Федерації. Два сорти включені в Держреєстри Латвії та України.
Бере участь в спільних дослідженнях з вченими Китаю і Болгарії по селекції і оцінці на стрес стійкість вівса. Під її керівництвом створено Китайсько-Російський центр по селекції та переробці вівса (Байченская сільськогосподарська артіль, провінція Цзілінь).
Опубліковано понад 330 наукових праць, в тому числі 21 монографія. Ряд праць опубліковано за кордоном. Має 16 авторських свідоцтв і 15 патентів на сорти.

## Вибрані роботи
- Исходный материал в селекции овса в условиях Северо-Восточной зоны СССР. — Л., 1989. — 18 с.
- Овес. Технология возделывания и селекция. — Киров, 2000. — 206 с.
- Использование овса и продуктов его переработки в питании, народной медицине и косметике. — Киров, 2004. — 100 с.
- Отбор носителей полигенных систем адаптивности и других систем, контролирующих продуктивность озимой пшеницы, ячменя, овса в различных регионах России / соавт.: В. А. Драгавцев и др.; Всерос. НИИ растениеводства им. Н. И. Вавилова. — СПб.: ИД ПапиРус, 2005. — 116 с.
- Биология и генетика овса / соавт.: Е. М. Лисицын, И. И. Русакова. — Киров, 2008. — 454 с.
- Перспективная ресурсосберегающая технология производства овса: метод. рекомендации / ФГНУ Росинформагротех. — М., 2009. — 60 с.
- Влияние сроков уборки на урожайность и семенные свойства зерна яровой пшеницы / соавт.: Ю. Е. Ведерников, Е. А. Будина // Земледелие. 2010. № 8. С. 37-38.
- Состояние и перспективы селекции и возделывания зернофуражных культур в России // Зерн. хоз-во России. 2011. № 3. С. 11-14.
- Методические рекомендации по экологическому испытанию сельскохозяйственных культур на примере зерновых / соавт.: Т. К. Шешегова, В. А. Стариков; НИИ сельского хозяйства Северо-Востока. — Киров, 2012. — 31 с.
- Рекомендации по проведению весенне-полевых работ в Кировской области / соавт.: Т. К. Шешегова и др.; НИИ сельского хозяйства Северо-Востока. — Киров, 2013. — 66 с.
- Методические указания по селекции ячменя и овса / соавт.: И. Г. Широких, И. Н. Щенникова; Зон. НИИ сел. хоз-ва Сев.- Востока им. Н. В. Рудницкого. — Киров, 2014. — 62 с.
- Каталог сортов комплексного селекционного центра по растениеводству / соавт.: Е. И. Уткина и др; Зон. НИИ сел. хоз-ва Сев.- Востока им. Н. В. Рудницкого и др. — Киров, 2015. — 42 с.
- Новые пестициды и агрохимикаты в технологии возделывания голозерного овса Вятский / соавт.: Т. К. Шешегова и др. // Аграр. наука Евро-Северо-Востока / Сев.-Вост. регион. науч. центр Россельхозакадемии. 2016. № 4. С. 10-14.

## Нагороди
- Почесна грамота, диплом за кращу завершену наукову розробку РАСГН (2002, 2012 роки)
- Сорти вівса нагороджені дипломом і золотою медаллю Міністерства сільського господарства Російської Федерації (2006)
- Лауреат премії Кіровської області в галузі сільського господарства (2012)